# Сельское поселение Алмозерское
Сельское поселение Алмозерское — сельское поселение в составе Вытегорского района Вологодской области.
Центр — посёлок Волоков Мост, расположенный в 38 км от районного центра.
Образовано 1 января 2006 года в соответствии с Федеральным законом № 131 «Об общих принципах организации местного самоуправления в Российской Федерации».

## География
Расположено на юге района, граничит:
- на западе с Анхимовским сельским поселением,
- на севере с Девятинским сельским поселением,
- на востоке с Анненским сельским поселением,
- на юге с Шольским сельским поселением Белозерского района.

По территории сельского поселения проходит автодорога А119, протекают реки Вытегра (с переправой в посёлке Волоков Мост), Шима, Шавручей, Талица, Сара, Илекса, Тумба, Кочкомручей, расположены озёра Большое Карасьозеро, Ильинское, Матенжское и др. Большую часть территории поселения занимают леса.

## История
1 января 2006 года в составе Вытегорского района были образованы
- Алмозерское сельское поселение с центром Волоков Мост, в которое вошёл Алмозерский сельсовет (ОКАТО 19 222 804), включавший 8 населённых пунктов,
- Семёновское сельское поселение с центром Митино, в которое вошёл Семёновский сельсовет (ОКАТО 19 222 856), включавший 11 населённых пунктов[3].

9 апреля 2009 года Алмозерское и Семёновское сельские поселения были объединены в Алмозерское с центром в посёлке Волоков Мост.

## Экономика
На территории сельского поселения работают 2 лесничества: Алмозерское Вытегорского лесхоза и Рубежское Ковжинского лесхоза, почтовые отделения, Алмозерская средняя общеобразовательная школа, фельдшерско-акушерские пункты, филиал Сбербанка.

## Населённые пункты
В 1999 году был утверждён список населённых пунктов Вологодской области. С тех пор и до 1 марта 2010 года состав Алмозерского и Семёновского сельсоветов не изменялся.
В состав сельского поселения входят 19 населённых пунктов, в том числе
16 деревень,
2 посёлка,
1 село.
| Населённый пункт          | ОКАТО          | Рег. номер | Расстояние до районного центра, км | Расстояние до центра поселения, км | Индекс | Координаты                      |
| ------------------------- | -------------- | ---------- | ---------------------------------- | ---------------------------------- | ------ | ------------------------------- |
| деревня Великий Двор      | 19 222 804 002 | 2845       | 49,5                               | 12,5                               | 162944 | 60°47′23″ с. ш. 36°47′09″ в. д. |
| село Верхний Рубеж        | 19 222 804 006 | 2846       | 45                                 | 8                                  | 162944 | 60°49′43″ с. ш. 37°00′28″ в. д. |
| посёлок Волоков Мост      | 19 222 804 001 | 2844       | 37                                 | 0                                  | 162944 | 60°51′06″ с. ш. 36°53′33″ в. д. |
| деревня Вотолино          | 19 222 856 002 | 3092       | 81,5                               |                                    | 162946 | 60°34′57″ с. ш. 36°49′56″ в. д. |
| деревня Еремеевская       | 19 222 856 003 | 3093       | 76                                 |                                    | 162946 | 60°37′24″ с. ш. 36°46′51″ в. д. |
| деревня Ивановская        | 19 222 856 004 | 3094       | 77,5                               |                                    | 162946 | 60°36′38″ с. ш. 36°48′17″ в. д. |
| деревня Карповская        | 19 222 856 005 | 3095       | 80,8                               |                                    | 162946 | 60°35′05″ с. ш. 36°49′46″ в. д. |
| деревня Койбино           | 19 222 856 006 | 3096       | 79,6                               |                                    | 162946 | 60°35′45″ с. ш. 36°49′09″ в. д. |
| деревня Конецкая          | 19 222 804 003 | 2847       | 49                                 | 12                                 | 162944 | 60°46′59″ с. ш. 36°49′06″ в. д. |
| деревня Кузьминка         | 19 222 856 007 | 3097       | 81                                 |                                    | 162946 | 60°35′05″ с. ш. 36°49′17″ в. д. |
| деревня Лойчино           | 19 222 856 008 | 3098       | 81,5                               |                                    | 162946 | 60°35′01″ с. ш. 36°48′42″ в. д. |
| деревня Митино            | 19 222 856 001 | 3091       | 80                                 |                                    | 162946 | 60°35′43″ с. ш. 36°49′20″ в. д. |
| посёлок Новостройка       | 19 222 804 004 | 2848       | 52                                 | 16                                 | 162944 | 60°45′06″ с. ш. 36°46′11″ в. д. |
| деревня Рогозино          | 19 222 856 009 | 3099       | 80,5                               |                                    | 162946 | 60°35′14″ с. ш. 36°48′51″ в. д. |
| деревня Семёновская       | 19 222 856 010 | 3100       | 80,4                               |                                    | 162946 | 60°35′24″ с. ш. 36°49′20″ в. д. |
| деревня Средний Рубеж     | 19 222 804 007 | 2849       | 44                                 | 7                                  | 162944 | 60°50′12″ с. ш. 36°59′22″ в. д. |
| деревня Старое Петровское | 19 222 804 008 | 2851       | 46                                 | 9                                  | 162944 | 60°49′22″ с. ш. 37°01′54″ в. д. |
| деревня Старцево          | 19 222 804 005 | 2850       | 50                                 | 13                                 | 162944 | 60°47′32″ с. ш. 36°46′55″ в. д. |
| деревня Степановская      | 19 222 856 011 | 3101       | 76,6                               |                                    | 162946 | 60°37′10″ с. ш. 36°47′21″ в. д. |